# Talsperre Ratscher
Die Talsperre Ratscher ist eine zum Hochwasserschutz errichtete Talsperre bei Schleusingen im Landkreis Hildburghausen in Thüringen. Neben der Funktion als Hochwasserrückhaltebecken wird sie seit 1987 auch touristisch vermarktet und wird deshalb auch „Bergsee Ratscher“ genannt. Im Winter wird der Pegel der Seeoberfläche von 392,93 m ü. NN auf 385,5 m ü. NN abgesenkt.

## Staudamm

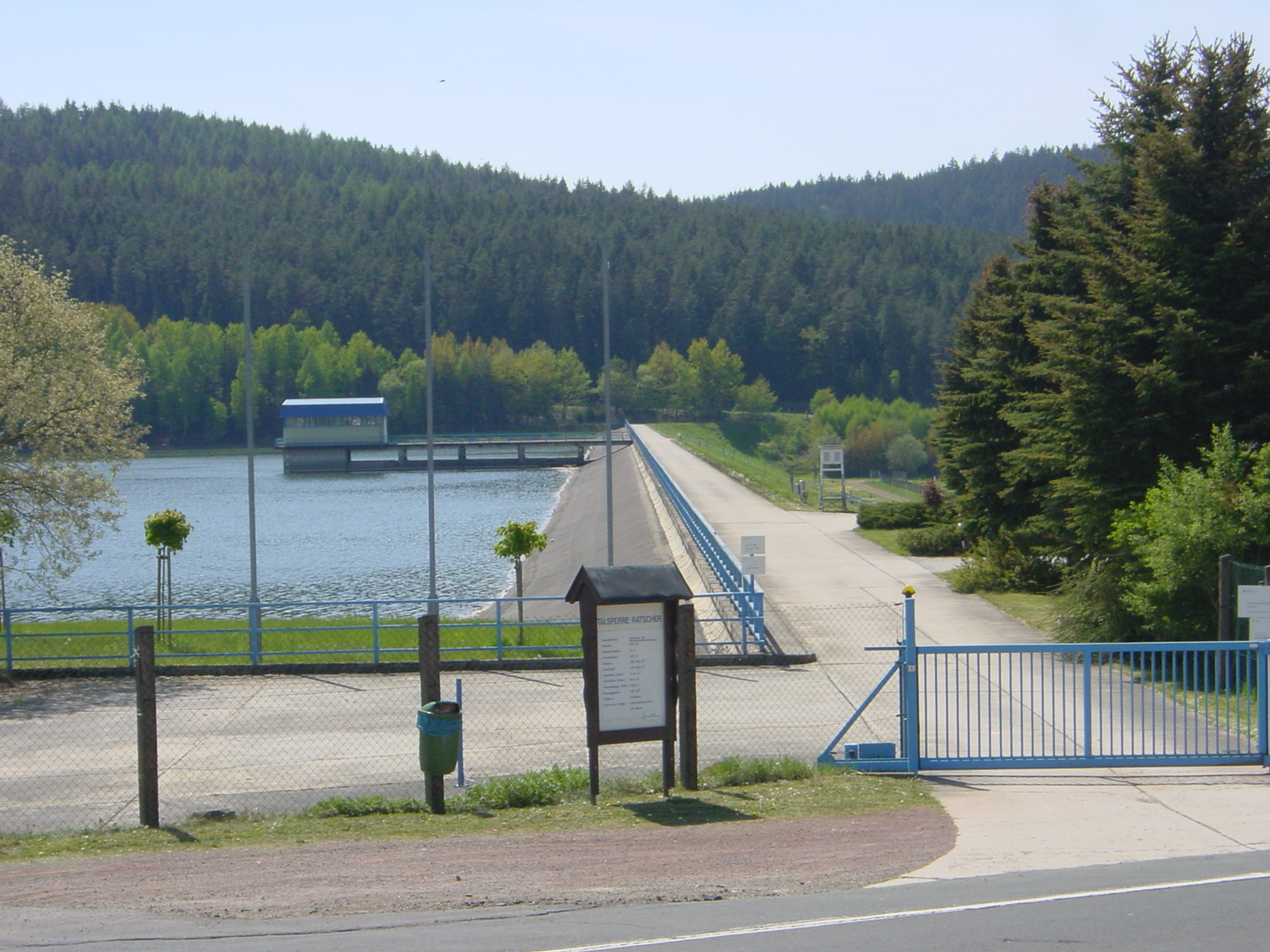
Staudamm

Der 15 Meter hohe Staudamm ist aus Schotter aufgebaut und hat eine Asphaltbeton-Außendichtung. Als Hochwasserentlastung dient ein fester Überlauf in einem Turmbauwerk mit einem Stollen in der Mitte des Dammes. Dort ist auch der Grundablass untergebracht. Das gestaute Gewässer ist die Schleuse.

## Tourismus
Am Stausee befindet sich ein Badestrand mit Campingplatz und Wassersportangeboten. Jedes Jahr gibt es dort eine Reihe von Veranstaltungen, beispielsweise ein Countryfestival und ein Rockfestival.

## Besonderes
Etwa in der Mitte der Talsperre befindet sich eine kleine Insel. Diese wurde während der Bauphase von den Bauarbeitern in einer 'Bierlaune' aufgeschoben. Man dachte, die Insel würde in kurzer Zeit wieder von selbst verschwinden, sie existiert – als Attraktion – aber noch heute.